# Лушков Михайло Іванович
Михайло Іванович Лушков (1808 — 23 травня 1855) — полковник, під час Кримської війни командир Волинського піхотного полку.

## Біографія
Народився в 1808 році в Рязанській губернії в дворянській родині, виховувався в 1-му кадетському корпусі. Учасник російсько-турецької війни 1828—1829 років. В 1830—1831 роках воював на Кавказі проти горців в Дагестані і Чечні, в 1849 році знаходився в складі діючої армії під час Угорських подій, служив у військах, розквартированих в Дунайських князівствах.
На початку Кримської війни воював на Дунаї, з 23 березня 1855 року став командувати Волинським полком. У ніч з 1 (13) на 2 (14) квітня на чолі трьох батальйонів свого полку зробив вилазку в розташування противника попереду п'ятого бастіону, під час якої отримав поранення і 11 (23 травня) 1855 року помер.

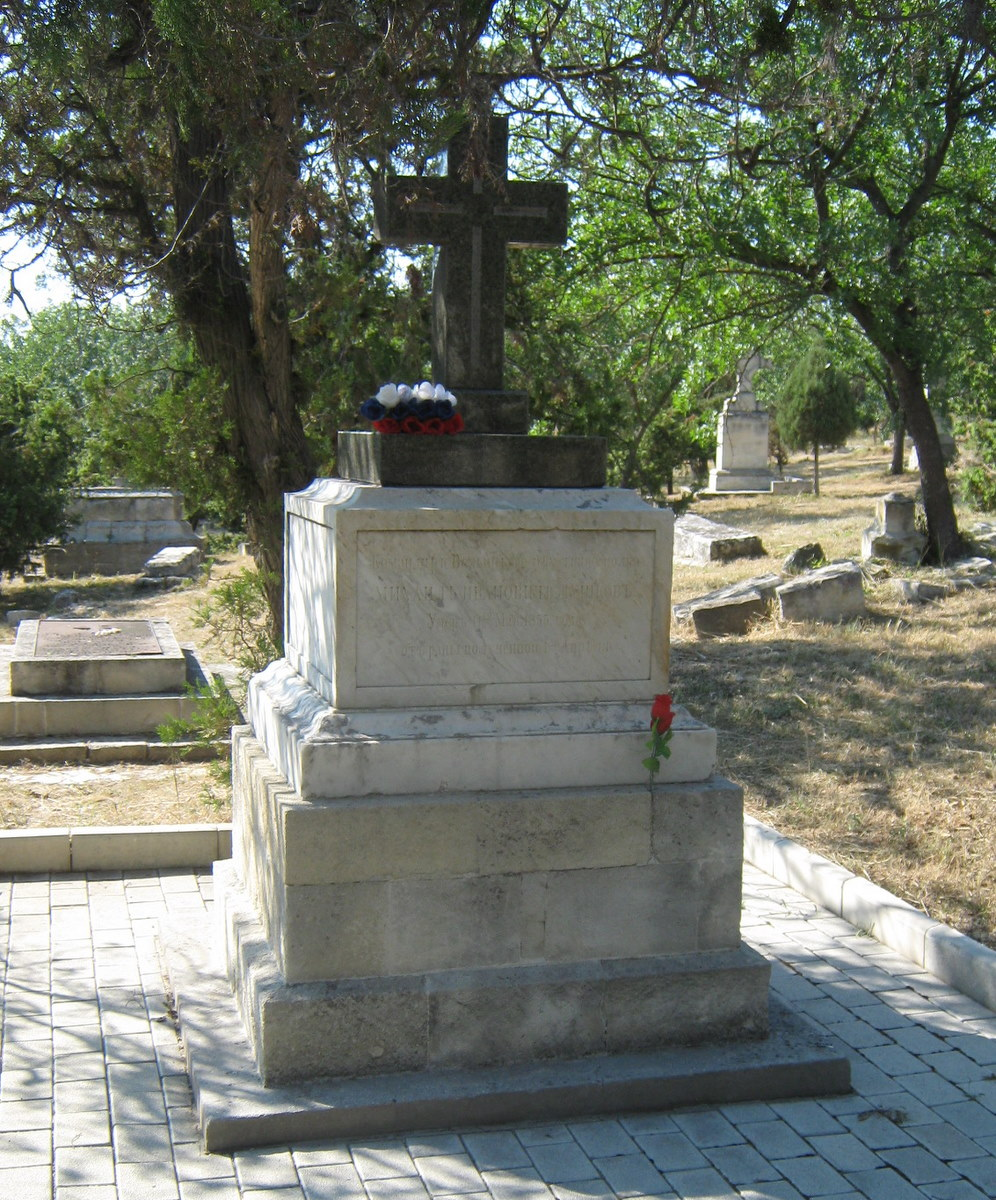
Могила Михайла Лушкова

Похований на Братському кладовищі Севастополя. Надгробний пам'ятник споруджено в 1870 році за проектом, розробленим у Сімферопольській інженерної команді. Верхня частина його була втрачена. Збережена представляє прямокутну стелу з білого мармуру на постаменті з кримбальського вапняку з меморіальним написом «Командиръ Волинскаго пѣхотнаго полка МИХАИЛЪ ИВАНОВИЧЪ ЛУШКОВЪ Умеръ 11го Мая 1855 года от раны полученной 1го Апрѣля».
У 2003 році за проектом заслуженого архітектора України Г. С. Григор'янца відновлено навершя пам'ятника — чотирикінцевий хрест.